# Витязь-Д
«Витязь-Д» — российский автономный необитаемый подводный аппарат. Первый в мире автономный беспилотный аппарат, который погрузился на дно Марианской впадины (глубина 11 022 метров). Ранее на дно Марианской впадины опускались другие необитаемые аппараты (например, японский «Кайко» или американский «Нерей»), однако, в отличие от «Витязя-Д», они не были полностью автономными.
Название роботизированный глубоководный комплекс «Витязь-Д» получил в память о советском научно-исследовательском судне «Витязь», которому удалось в 1957 году определить максимальную глубину Марианского жёлоба — 11 022 метра.

## Разработка
В ЦКБ «Рубин» имеются проекты, рассчитанные на создание роботизированных (беспилотных) подводных (в том числе подледных) нефтегазоразведочных, буровых и эксплуатационных комплексов, включая энергетические модули и транспортные платформы. Данное направление согласуется с Государственной программой «Социально-экономическое развитие Арктической зоны Российской Федерации на период до 2025 года». . В данных рамках были созданы ряд аппаратов, такие как «Клавесин», способный работать на глубинах до 6 тысяч метров, «Юнона», «Амулет» и другие, например, мишень—имитатор подводной лодки «Суррогат». Постепенно ЦКБ «Рубин» перешло к созданию техники для сверхглубин (до 12 тыс. метров) и в бюро была создана «Лаборатория морских роботизированных комплексов». Первым таким комплексом стал «Витязь-Д», получивший своё название в память о советском научно-исследовательском судне «Витязь», впервые определившем в 1957 году максимальную глубину Марианского жёлоба. «Д» в названии указывает на функцию аппарата как демонстратора.
Руководителем проектной группы стал Виктор Литвиненко. Иностранных участников в проект не приглашали, но проинформировали о проводимых работах. В области ответственности «Рубина» находился полный цикл создания аппарата: его проектирование, изготовление и проведение глубоководных испытаний в удаленных районах Тихого океана. В кооперации «Рубином» по этому проекту работали НИИ гидросвязи «Штиль», Государственный научный центр ЦНИИ робототехники и технической кибернетики, Институт проблем морских технологий Дальневосточного отделения РАН и другие организации.
Изначально планировалось, что сборка аппарата завершится январе-феврале 2018 года, на весну 2019-го были заложены заводские испытания в районе Кронштадта, задумана первая отработка на Чёрном море, а к лету-осени переход к испытаниям в Тихом океане, где до Марианской впадины создатели аппарата планировали добраться к осени 2019 года.
ЦКБ «Рубин» в своем годовом отчете за 2015 год сообщило о разработанном проекте глубоководного аппарата «Витязь», предназначенного для проведения научно-исследовательских работ на глубине 11 тыс. метров. Во время проведения работ в 2017 году ЦКБ «Рубин» сделало запрос на изготовление и поставку системы специального наружного освещения для глубоководного аппарата «Витязь-Д», для которого максимальная цена контракта составила 15 млн рублей.
Церемония закладки подводного аппарата «Витязь-Д» на сборочном стапеле опытно-экспериментального производства состоялась 30 ноября 2018 года. Проект «Витязь-Д» был впервые открыто представлен на Восточном экономическом форуме.

## Технические характеристики

Местонахождение Марианской впадины и «пятна Челленджера» (отмеченной синим).

Аппарат «Витязь-Д» способен действовать автономно без внешнего управления, в том числе при наличии препятствий. Проект подразумевает возможность максимального погружения на 12 тысяч метров. Несмотря на максимально известную глубину Марианской впадины, планируется исследование неизвестных областей в области «пятна Челленджера». В это место и на её глубину погружалось всего несколько человек, а широкомасштабные исследования не проводила ни одна страна. Задачей аппарата стало исследование области в радиусе 150 километров, где глубина неизвестна.
Комплекс «Витязь-Д» помимо непосредственно глубоководного автономного необитаемого спускаемого аппарата, включает в себя донную станцию связи и навигации, аппаратуру пункта управления. Во время работы аппарата посредством гидроакустического канала в реальном времени производится обмен информацией между беспилотником и судном-носителем. Маневрирующий аппарат является проницаемой конструкцией нулевой плавучести, её силовые основания изготовлены из титановых сплавов. Внешние обводы — из сферопластика (cинтактической пены), что позволило компенсировать избыточный вес аппарата и придать ему обтекаемую форму. Для движения аппарат использует четыре маршевых и десять подруливающих электродвигателей.
В состав оборудования «Витязь-Д» входят эхолоты, гидроакустические средства навигации и связи, гидролокаторы бокового обзора, внешние видеокамеры, осветительные приборы и специальное научно-исследовательское оборудование. Это позволяет производить на заданных глубинах обзорно-поисковую и батиметрическую съёмку, выполнять забор проб верхнего слоя донного грунта, гидролокационную съёмку рельефа дна, проводить измерения гидрофизических параметров морской среды.
Основное преимущество подводного аппарата заключается в проведении научных исследований в глубоководных районах значительной площади. В системе управления использованы элементы искусственного интеллекта, позволяющие аппарату самостоятельно обходить препятствия, выходить из ограниченного пространства, решать другие задачи маневрирования. В этом его отличие от других аппаратов, ранее погружавшихся в Марианскую впадину. Именно автономность российского аппарата отличает его от погружавшихся ранее в Марианскую впадину американского «Нерея» и японского «Кайко».

### Размеры и масса
Масса аппарата составляет 5650 кг. Аппарат имеет форму торпеды. Диаметр — 1,3 м, высота — 1,471 м, длина — 5,5 м. Аппарат способен выдерживать давление до 1000 атмосфер.

## Исследования

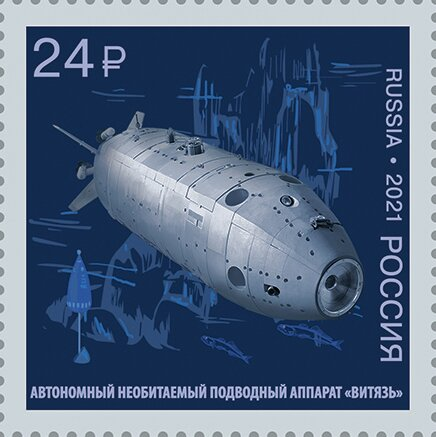
Памятная марка.

8 мая 2020 года было произведено погружение глубоководной донной станции, которая имеет кабельную связь с судном. После этого c борта спасательного судна Тихоокеанского флота «Фотий Крылов» начал погружение в Марианскую впадину автономный необитаемый аппарат «Витязь-Д». 8 мая в 22:34 по московскому времени он достиг дна, и во время исследования была зафиксирована глубина 10 028 метров. Во время этого погружения аппарат был на дне более 3 часов, где провёл картографирование поверхности, фото и видеосъёмку морского дна, получил параметры морской среды и установил на дне Марианской впадины вымпел в честь 75-летия победы в Великой Отечественной войне.
В рамках проекта запланировано несколько экспериментов, и проведенное 8 мая погружение стало первым этапом из этой серии. Одной из задач стала проверка выбранных конструкторами решений.